# Süleymannâme

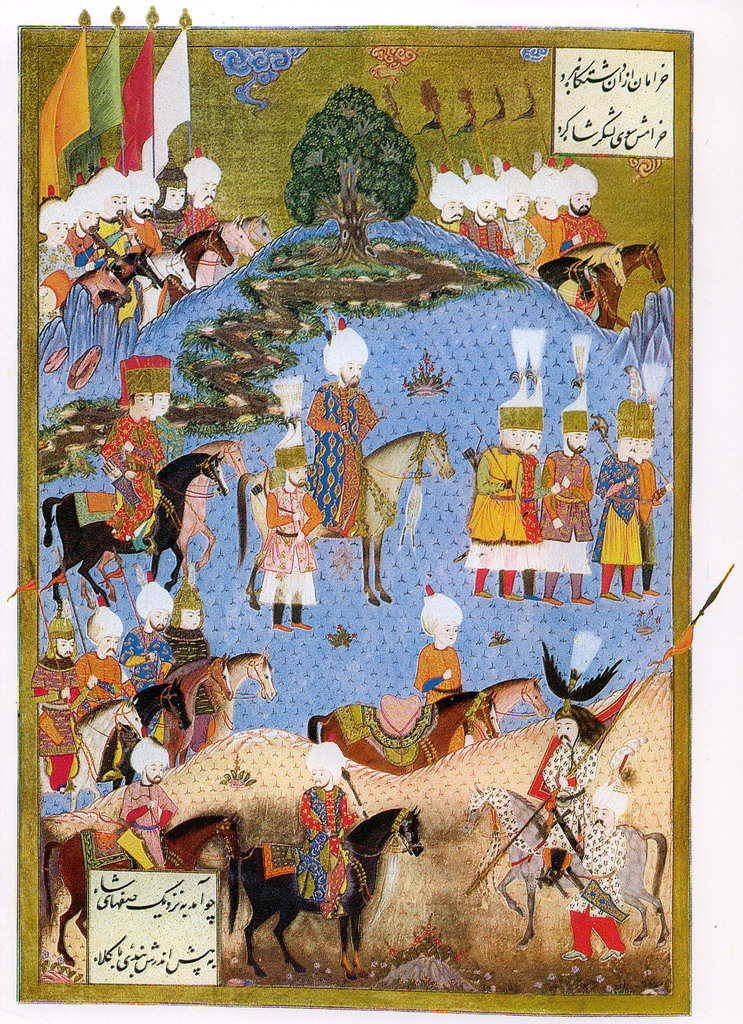
Sultan Suleyman in Nachitsjevan op paard tijdens de Ottomaans-Perzische Oorlog van 1532-1555 (miniatuur afkomstig van de Süleymannâme)

De Süleymannâme (letterlijk vertaald: boek van Suleyman) is een kroniek met meer dan 65 Ottomaanse miniaturen over het leven van Süleyman I en diens verdiensten als sultan van het Ottomaanse Rijk.